# Captive (telenovela, 2012)
Pour les articles homonymes, voir Captive.
Salve Jorge (Captive) est une telenovela brésilienne diffusée du 22 octobre 2012 au 17 mai 2013 sur le réseau de télévision Globo. Elle a pour scénariste Glória Perez et Malga Di Paula et est réalisée par Fred Mayrink et Marcos Schechtman.
Elle succède à la série Avenida Brasil. À ce titre, elle est chronologiquement la 4e novela das nove du réseau Globo, soit la 4e série à occuper le créneau horaire de première partie de soirée à 21 heures, qui rassemble la plus grosse audience de la journée. Le thème des deux héros principaux a fait l'objet d'une chanson devenue un tube, écrite par le chanteur Roberto Carlos Esse Cara Sou Eu.
Elle a été diffusée sur le réseau Outre-Mer 1re en 2014 et sur Nina Novelas (Nina TV) en 2017.
La série est disponible en intégralité sur M6 via la plateforme 6play depuis le 19 octobre 2018.

## Synopsis
Morena vient d'une favela de la colline de l'Allemand sécurisée par des cavaliers de l'armée brésilienne. La jeune maman y rencontre Théo, un militaire assez conventionnel dévoué à Saint-Georges. Devenus fiancés, elle craint de dépendre de Théo qui souhaite sortir sa famille de la favela. On lui conseille alors une agence offrant aux jeunes des quartiers difficiles des emplois saisonniers à l'étranger. Morena confie son garçon à sa mère Lucimar (une femme de ménage) et accepte de partir quelques mois en Turquie. À son arrivée à Istanbul, elle découvre honteusement qu'elle a été recrutée par des proxénètes.
Loin de là, la Cappadoce attire de nombreux touristes brésiliens en Turquie. Accueillis par le guide Zyah, ils découvrent les terres de Saint Georges.
Au Brésil, l'une des patronnes de Lucimar, la commissaire Helo entretient des liens familiaux et amicaux avec la Turquie. Ceci l'amène à enquêter sur des adoptions illégales et du trafic de femmes vers ce pays.

## Distribution
| Acteur/Actrice         | Personnage                |
| ---------------------- | ------------------------- |
| Nanda Costa            | Morena Ribeiro            |
| Rodrigo Lombardi       | Capitaine Théo Garcia     |
| Giovanna Antonelli     | Heloísa Sampaio Helô      |
| Carolina Dieckmann     | Jéssica Lima da Costa     |
| Totia Meirelles        | Wanda Rodrigues/ Adalgisa |
| Cláudia Raia           | Lívia Marini              |
| Dira Paes              | Lucimar Ribeiro           |
| Flávia Alessandra      | Lieutenant Érica Castro   |
| Cléo Pires             | Bianca Faber              |
| Domingos Montagner     | Zyah                      |
| Alexandre Nero         | Stênio Alencar            |
| Vera Fischer           | Irina                     |
| Stênio Garcia          | Arturo Vieira             |
| Antônio Calloni        | Mustafá Ayata             |
| Nicette Bruno          | Mrs. Leonor Flores Galvão |
| Jandira Martini        | Grand-mère Farid          |
| Nívea Maria            | Isaurinha Vieira          |
| Suzana Faini           | Áurea Garcia              |
| Walderez de Barros     | Cyla                      |
| Eva Todor              | Dália                     |
| Murilo Rosa            | Élcio Azevedo             |
| Dalton Vigh            | Carlos Flores Galvão      |
| Natália do Valle       | Aída Flores Galvão        |
| Ana Beatriz Nogueira   | Rachel Flores Galvão      |
| Letícia Spiller        | Antônia Alcântara         |
| Caco Ciocler           | Celso Vieira              |
| Zezé Polessa           | Berna Ayata               |
| Mariana Rios (es)      | Drika Alencar             |
| Cristiana Oliveira     | Yolanda Gomes             |
| Betty Gofman           | Sarila                    |
| Tânia Khalill          | Ayla                      |
| André Gonçalves        | Miro                      |
| Otaviano Costa         | Haroldo                   |
| Paula Pereira          | Nilcéia Ribeiro           |
| Solange Badim          | Delzuíte de Sousa         |
| Roberta Rodrigues      | Maria Vanúbia             |
| Nando Cunha            | Pescoço                   |
| Neusa Borges           | Diva                      |
| Walter Breda           | Clóvis                    |
| Elizângela             | Esma                      |
| Ernani Moraes          | Kemal                     |
| Cissa Guimarães        | Maitê Bittencourt         |
| Lizandra Souto         | Amanda Flores Galvão      |
| Adriano Garib          | Russo                     |
| Oscar Magrini          | Colonel Geraldo Nunes     |
| Rosi Campos            | Cacilda                   |
| Odilon Wagner          | Thompson                  |
| Marcello Airoldi       | Humberto Barros           |
| Sidney Sampaio         | Ciro Bastos               |
| Fernanda Paes Leme     | Tenente Márcia            |
| Paloma Bernardi        | Rosângela                 |
| Cris Vianna            | Julinha                   |
| Lucy Ramos             | Sheila Laurindo           |
| Isaac Bardavid         | Tartan                    |
| Clarisse Derzié Luz    | Fatma                     |
| Jonas Mello            | Silveirinha               |
| Flávia Guedes          | Salete                    |
| Monique Curi           | Lena                      |
| Duda Nagle             | Caíque Flores Galvão      |
| Leonardo Carvalho      | Drago                     |
| Júlia Mendes           | Zoe Kelebek               |
| Brendha Haddad         | Neuma                     |
| Ivan Mendes            | Pepeu                     |
| Antônia Frering        | Deborah                   |
| Sacha Bali             | Beto                      |
| Bruna Marquezine       | Lurdinha de Sousa         |
| Mussunzinho            | Sidney                    |
| Duda Ribeiro           | Adam                      |
| Karina Ferrari         | Samantha de Sousa         |
| Anderson Müller        | Murat                     |
| Francisco Carvalho     | Galdino                   |
| Narjara Turetta        | Buquê                     |
| Luci Pereira           | Creusa                    |
| Luiz Felipe Mello      | Júnior                    |
| Frederico Volkmann     | Ekran                     |
| Mila Freitas           | Carol Flores Galvão       |
| Kíria Malheiros        | Raíssa Alcântara          |
| Yago Machado           | Hassan                    |
| Tiago Abravanel        | Demir                     |
| Dani Moreno            | Aisha Ayata               |
| Laryssa Dias           | Waleska                   |
| Yanna Lavigne          | Tamar                     |
| Thammy Miranda         | Joyce Guimarães           |
| Aimée Madureira        | Rayanne                   |
| Alexandre Barros       | Ricardo Motta             |
| Jayme Periard          | Garcez                    |
| José D'Artagnan Júnior | Aziz                      |
| Junno Andrade          | Santiago                  |
| Murilo Grossi          | Almir                     |
| Rita Elmôr             | Riva                      |